# 286 Ikleja
286 Ikleja (mednarodno ime 286 Iclea) je asteroid v glavnem asteroidnem pasu. Kaže značilnosti dveh tipov asteroidov ( C in X).

## Odkritje
Asteroid je odkril avstrijski astronom Johann Palisa 3. avgusta 1889 na Dunaju . 

## Lastnosti
Asteroid Ikleja obkroži Sonce v 5,71 letih. Njegova tirnica ima izsrednost 0,035, nagnjena pa je za 17,875° proti ekliptiki. Njegov premer je 94,30 km, okoli svoje osi se zavrti v 15,365 h .
Asteroid ima zelo temno površino (albedo je 0,0508), ker verjetno vsebuje veliko ogljikovih spojin.